# Matthias Maurer
Matthias Josef Maurer (ur. 18 marca 1970 w St. Wendel w regionie Saara) – niemiecki naukowiec z dziedziny materiałoznawstwa, kosmonauta ESA.

## Wykształcenie oraz praca zawodowa
- 1989 – ukończył Gymnasium Wendalinum(inne języki) w St. Wendel[1][2]
- 1996 – otrzymał Europejski dyplom inżyniera w materiałoznawstwie z uczelni EEIGM/INPL w Nancy[1].
- 1996–1998 – Studiował materiałoznawstwo na Uniwersytecie Kraju Saary w Saarbrücken[1].
- 1999–2004 – studia doktoranckie w Instytucie Materiałoznawstwa uniwersytetu RWTH Aachen gdzie uzyskał tytuł doktora inżyniera[1].
- 2006 – ukończył studia podyplomowe MBA na kierunku ekonomia na Uniwersytecie Zaocznym w Hagen(inne języki)[1].
- Maurer posiada kilka patentów w dziedzinie materiałoznawstwa.
- Mówi w czterech językach (niemiecki, angielski, hiszpański, francuski), których nauczył się podczas lekcji na zostanie astronautą. Prowadzi intensywne nauki języka rosyjskiego i chińskiego.

## Praca w NASA i kariera astronauty
- Został oficjalnie przedstawiony 2 lutego 2017, rozpoczął podstawowy trening astronautyczny w Kolonii, który zakończył 7 maja 2018.
- Oficjalna ceremonia podczas, której otrzymał uprawnienia astronauty ESA miała miejsce 25 września 2018.[3]
- 12 maja 2020 przybył do Johnson Space Center w Teksasie razem z astronautą z ESA Thomasem Pesquet’em i rosyjskimi kosmonautami Siergiejem Ryżykowem, Sergeyem Kud-Sverchkovem(inne języki), Olegiem Nowickim i Piotrem Dubrowem na trening pomimo pandemii Covid-19.
- 2021–2022 – wziął udział w 66. i 67. ekspedycji na Międzynarodową Stację Kosmiczną. Pełnił funkcję inżyniera pokładowego[4]. W trakcie misji wykonał jeden spacer kosmiczne (EVA).

## Nagrody i odznaczenia
- ESA Selection (2015)[5]
- Krzyż Zasługi I Klasy Orderu Zasługi Republiki Federalnej Niemiec (2022)[6]
- Universal Astronaut Insignia za lot orbitalny (nr 576) – Stowarzyszenie Uczestników Lotów Kosmicznych (Association of Space Explorers(inne języki))[7]

## Wykaz lotów
| Loty kosmiczne, w których uczestniczył Matthias Maurer                   | Loty kosmiczne, w których uczestniczył Matthias Maurer | Loty kosmiczne, w których uczestniczył Matthias Maurer | Loty kosmiczne, w których uczestniczył Matthias Maurer | Loty kosmiczne, w których uczestniczył Matthias Maurer | Loty kosmiczne, w których uczestniczył Matthias Maurer | Loty kosmiczne, w których uczestniczył Matthias Maurer |
| Lp.                                                                      | Data startu                                            | Statek kosmiczny                                       | Data lądowania                                         | Statek kosmiczny                                       | Funkcja                                                | Czas trwania                                           |
| ------------------------------------------------------------------------ | ------------------------------------------------------ | ------------------------------------------------------ | ------------------------------------------------------ | ------------------------------------------------------ | ------------------------------------------------------ | ------------------------------------------------------ |
| 1                                                                        | 11 listopada 2021                                      | SpaceX Crew-3                                          | 6 maja 2022                                            | SpaceX Crew-3                                          | Inżynier pokładowy                                     | 176 dni 02 godzin 39 minut 29 sekund                   |
| Łączny czas spędzony w kosmosie – 176 dni 2 godzin 39 minuty i 29 sekund |                                                        |                                                        |                                                        |                                                        |                                                        |                                                        |